# Marcel Bon
Pour les articles homonymes, voir Bon.
Marcel Elphège Georges Bon, né le 17 mars 1925 à Villers-sur-Authie (Somme) et mort le 11 mai 2014 à Woincourt (enterré à Port-le-Grand), est un mycologue français. 

## Dédicaces
Deux espèces de champignons, Ramaria bonii Estrada et Marasmiellus bonii, Segedin lui sont dédiés, ainsi que le genre Bonomyces, Vizzini.

## Publications
- Vide (voir Boletus persoonii)
- Bon M., 1986. Fungorum Rariorum Icones Coloratae, Part 15 Corinarius. Lubrecht & Cramer Ltd.
- Bon M., 1986. Documents Mycologiques 17 (65): 52.

## Œuvres
- Les Tricholomes de France et d'Europe Occidentale, Paris, Lechevallier, 1984, 324 p.  (ISBN 2720505056)
- (en) The Mushrooms and Toadstools of Britain and North Western Europe, Hodder and Stoughton,  (ISBN 0 340 39935 X),  (ISBN 0 340 39953 8)
- (de) Pareys Buch der Pilze, über 1500 Pilze Europas davon 1230 in Farbe, Hamburg, 1988, 361 p.  (ISBN 3490198182)
- (es) Guio de Campo de los Hongos de Europa mas de 1500 especies y variedas descritas 1200 illistraciones en color, Barcelona, Omega, 352 p.  (ISBN 8428208654)
- Flore Mycologique d'Europe, Lille, 5 volumes.
- Champignons d'Europe Occidentale, Paris, Arthaud, 1988, 368 p.
- Champignons de France et d'Europe occidentale, Paris, Flammarion, 2004, 368 p.  (ISBN 2082013219) - réédité identique en aout 2012  (ISBN 978-2-0812-8821-8)
- (en) Collins Pocket Guide; Mushrooms and Toadstools of Britain and North-Western Europe, HarperCollins Canada, 2004.